# Forties-veld
Het Forties-veld is een olieveld onder de Noordzee op het Britse continentale plat, 180 kilometer oostnoordoost van Aberdeen, genoemd naar de Long Forties, het gebied op de Noordzee waaronder het veld ligt. Het veld werd ontdekt door het half-afzinkbare boorplatform Sea Quest voor BP in 1970 en is het grootste veld in de Noordzee. In 2003 verkocht BP zijn concessie aan Apache.
Het Forties-veld bestaat uit tientallen boorputten die produceren naar vijf stalen platforms, Forties Alpha, Bravo, Charlie, Delta en Echo. Forties Charlie is als centraal platform via pijpleidingen verbonden met de andere platforms van het veld, maar ook met enkele andere velden in de directe omgeving. Vanaf Charlie en het westelijker gelegen Unity lopen de pijplijnen naar de kust. Unity en de bijbehorende Forties-pijpleiding zijn nog steeds van BP.

## Inleiding
Halverwege de jaren 1960 was er in de zuidelijke Noordzee wel gas gevonden, maar men begon de hoop op te geven nog olie te vinden. Dat veranderde met de enorme ontdekkingen van Forties en vlak daarvoor Ekofisk. Het Forties-veld werd ontdekt door de Sea Quest voor BP in 1970 en is het grootste veld in de Noordzee.
Ekofisk was eerder een enorm project geweest, waarbij Brown & Root door Phillips als consultant werd aangesteld, aangezien zij zelf weinig offshore-ervaring hadden. Naast Brown & Root werden hier meerdere aannemers ingezet om platforms te bouwen en te installeren en pijpleidingen te leggen.
Ekofisk was met een waterdiepte van 70 to 80 meter al een uitdaging geweest. Golfhoogtes en daarmee golfkrachten waren de volgende uitdagingen, want ook deze waren hoger dan in het zuiden van de Noordzee en zeker dan in de Golf van Mexico. Dit alles betekende dat de platforms aanmerkelijk groter werden. Daarmee moest de constructie van het stalen onderstel (jacket) ook veranderen. In plaats van de fundatiepalen door de poten te voeren – through leg jackets – kregen de poten aan de onderzijde enkele bussen waardoor de palen werden geheid – skirt pile jackets. De fundatiepalen hoefden dan niet meer de waterdiepte te overbruggen.

## Ontwikkeling
De grenzen werden verlegd met de ontwikkeling voor het Forties-veld. De waterdiepte was hier tot rond de 130 meter en het gewicht van de dekken lag zo'n viermaal hoger dan bij eerdere platforms, wat nieuwe eisen naar voren bracht. Ook British Petroleum wilde dit veld zo snel mogelijk ontwikkelen en leende 936 miljoen dollar, een van de grootste leningen van dat moment. BP stelde Brown & Root aan als hoofdaannemer dat met George Wimpey de joint-venture Highland Fabricators opzette. De werf voor Highland Fabricators moest nog gebouwd worden en werd een half jaar na het tekenen van het contract voltooid in Nigg Bay, inclusief het grootste droogdok van Europa.
Er waren aanvankelijk vier productieplatforms noodzakelijk. Twee platforms werden gebouwd door Highland Fabricators, de Highland I en II – de latere Charlie en Delta. De twee andere platforms – Graythorp I en II, de latere Forties Alpha en Bravo – werden in Graythorp bij Hartlepool door een joint-venture van Laing Offshore en ETPM.
De dekken waren te zwaar voor de kraanschepen van die tijd en werden in modules gebouwd, waarvan er vijf meer dan duizend shortton wogen. BP vroeg McDermott, Brown & Root en Heerema om groter materiaal te bouwen voor het grote en in diep water gelegen Forties. Brown & Root vergrootte daartoe de kraancapaciteit van de Hercules naar 1600 shortton en Heerema bracht de Thor in de vaart met een capaciteit van 2000 shortton. Daarnaast werden ook grotere transportpontons en zwaardere heihamers gebouwd, zoals de Menck & Hambrock MRBS-7000.
Voor het transport van de olie naar de wal werd een pijpleiding van 107 zeemijl (175 km) op de zeebodem gelegd naar een pompstation in Cruden Bay aan de Schotse oostkust. Deze Forties-pijpleiding werd gelegd door Brown & Root en Saipem. Van Cruden Bay liep een tweede en langere pijplijn over land naar BP's raffinaderij in Grangemouth. De pijplijn heeft een diameter van 32 inch. In 1974 werden de eerste twee platforms, Alpha en Bravo, geplaatst en het jaar erop de andere twee. Begin september 1975 stroomde de eerste olie en twee maanden later, op 3 november, vond de officiële opening plaats door koningin Elizabeth. In 1986 werd een vijfde platform, Echo, bijgeplaatst. Echo heeft een pijplijnverbinding met Alpha en daar alle installaties op Echo vanaf het Alpha platform worden aangestuurd is het in principe onbemand.
In 1992 werd Unity, het extra platform voor pijpleidingen, geplaatst door Heeremac, een consortium tussen McDermott en Heerema. De DB-102 plaatse dit riser-platform.

## Overname Apache
Begin 2003 verkocht BP haar 96,14% belang in Forties-veld en enkele andere bezittingen voor $1,3 miljard aan het Amerikaanse oliebedrijf Apache. BP verkocht in deze transactie zo’n 233 miljoen vaten olie-equivalent (BOE) in de grond. Op het moment van de verkoop produceerde het Forties-veld zo’n 48.000 vaten olie per dag. In 1979 lag de piek op 500.000 vaten per dag en over de hele levensduur tot de verkoop aan Apache was er 2,5 miljard vaten uit het veld gewonnen.
Tot eind 2011 haalde Apache 180 miljoen BOE uit het veld. Bij de koop in 2003 werd de olievoorraad getaxeerd op 144 miljoen BOE. Apache had $3,5 miljard geïnvesteerd in verder onderzoek en productiefaciliteiten en schat de aanwezige voorraad nog op 130 miljoen BOE. Apache bestelde een nieuw platform bij het Britse Offshore Group Newcastle (OGN) in Tyne and Wear. Het nieuwe Forties Alpha Satellite Platform (FASP) heeft een capaciteit van 25.000 vaten olie per dag. In september 2012 werd het jacket geplaatst en in juni 2013 het dek, beide door de Thialf, de vroegere DB-102. In 2013 werd het platform in productie genomen. Vanaf de FASP kunnen 18 nieuwe boorputten worden geboord en aangesloten die vanaf het Alpha platform niet bereikbaar zijn. Apache verwacht nog voor 20 jaar olie uit het Forties-veld te kunnen winnen.

## Naslagwerk
- (en)  P.J. Hill en G.V. Wood Geology of the Forties Field, U.K. Continental Shelf, North Sea, in Giant Oil and Gas Fields of the Decade: 1968–1978. Uitgever: American Association of Petroleum Geologists (1980) ISBN 0891813063